# Axel-Springer-Straße
Die Axel-Springer-Straße ist eine rund 350 Meter lange Straße in Berlin, die vom Ortsteil Mitte in den Ortsteil Kreuzberg führt. Sie befindet sich im historischen Stadtteil Friedrichstadt. Sie entstand als eigenständige Straße 1996 durch die Abtrennung des nördlichen Teils der Lindenstraße.

## Lage
Die Axel-Springer-Straße beginnt an der Oranienstraße und verläuft nach Nordosten bis zur Leipziger Straße am Spittelmarkt. Die Hausnummern wurden nach der Abtrennung des Straßenabschnitts von der Lindenstraße vorerst nicht verändert. Sie verlaufen in Hufeisenform vom Haus Nr. 39 an der Ecke Oranienstraße bis zum Ende und wieder zurück zum Haus Nr. 65.

## Namensgebung
Im Jahr 1996 wurde ein Teil der Lindenstraße nach dem deutschen Zeitungsverleger Axel Springer (1912–1985) benannt. Das von ihm begründete Verlagshaus mit dem Axel-Springer-Hochhaus befindet sich in der Axel-Springer Straße 65.

## Geschichte

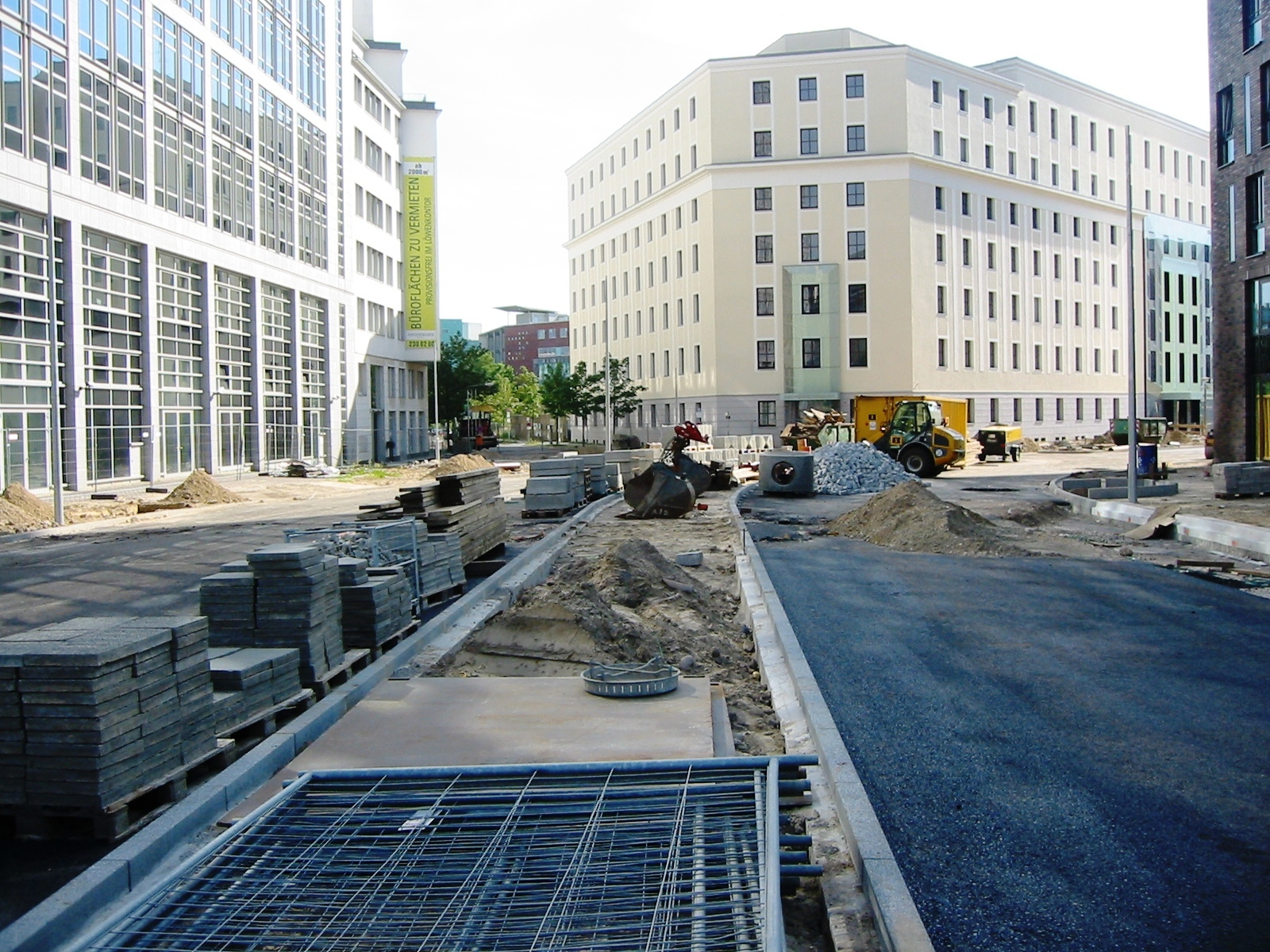
Bauarbeiten am Spittelmarkt zur Anbindung der Axel-Springer-Straße an die Leipziger Straße, 2011

Die Geschichte der Straße beginnt mit der Umbenennung des nördlichen Teils der Lindenstraße.
2011 wurde ein Radweg auf der Fahrbahn der Axel-Springer-Straße und Lindenstraße eingerichtet. Bereits im Zusammenhang mit der Internationalen Bauausstellung (IBA) gab es Überlegungen, einen eigenen Radfahrstreifen einzurichten.
Im Jahr 2012 wurde die Axel-Springer-Straße, die bis dahin an der Beuthstraße endete, bis zur Leipziger Straße am Spittelmarkt verlängert. Damit wurde die historische, durch den Mauerbau 1961 unterbrochene Verbindung des Straßenzuges Lindenstraße/Axel-Springer-Straße mit dem Straßennetz in Berlin-Mitte wiederhergestellt. Nach Ansicht des Bundes für Umwelt und Naturschutz Deutschland (BUND) führt die vielgenutzte alte/neue Verbindung zu einer Überschreitung der Grenzwerte für Lärm, Feinstaub und Stickstoffdioxid. Weiterhin wurde kritisiert, dass die Baukosten mit 11,4 Millionen Euro für ein Straßenstück von 90 Metern Länge zu hoch seien. Anwohner hatten zuvor versucht, auf dem Klageweg einen Weiterbau der Straße zu verhindern.
Auf der Baustelle des Medien-Campus Axel-Springer-Straße 59–63 wurde 2018 Richtfest gefeiert.
Im Juni 2013 hatte der Springer-Konzern für ein digitales Medienzentrum, das 3500 neue Arbeitsplätze bieten soll und in der Architektur radikal anders ausfallen soll als die bisherigen Hochhäuser, einen Planungswettbewerb ausgelobt und dazu 22 Architekturbüros eingeladen. Die Architektengruppe Rem Koolhaas gewann den Wettbewerb mit einem aufgelockerten Gebäude, dessen Kernstück das über 30 Meter hohe Atrium darstellt. Das Atrium symbolisiert den Verlauf der Berliner Mauer. Das Gebäude soll zwischen Berliner Baublock und dem Axel-Springer-Hochhaus vermitteln, zu dem es sich öffnet. Miteinander verbundene Terrassen und eine öffentliche Arbeitsfläche schaffen eine Umgebung für individuelles wie kollektives Arbeiten. Zur Lindenstraße entsteht ein großes „Auge“. Mathias Döpfner, Vorsitzender der Axel-Springer AG, formulierte die Erwartungen wie folgt: „Das Gebäude soll nicht nur überwältigend schön sein, sondern auch der Frage nachgehen: Was bedeutet Materie in einer entmaterialisierten Medienökonomie, was bedeutet ein Büro in einer mobilen Arbeitswelt, die Büros eigentlich nicht mehr braucht?“ Das neue Gebäude solle so avantgardistisch sein, dass nicht nur Straßenpassanten staunen, sondern es soll den Digital Natives Möglichkeiten neuer kreativer Arbeit bieten.

## Bauten und Denkwürdigkeiten
→ Liste der Kulturdenkmale in Berlin-Mitte/Friedrichstadt
- In der Axel-Springer-Straße 50 erinnert das Mahnmal Blatt an die Synagoge Lindenstraße. Das Werk der drei israelischen Künstler Micha Ullman, Zvi Hecker und Eyal Weizman befindet sich im Innenhof der Barmer Ersatzkasse, die in einem denkmalgeschützten Gebäude mit der Bezeichnung Ort der Erinnerung ihren Sitz hat.
- Außerdem liegen vor dem Haus Nr. 50 zwei Stolpersteine, die an Lotte Rotholz und Siegbert Rotholz erinnern. Sie wurden 1943 ermordet.
- Im Haus Nr. 54a/54b, das vor 1990 dem DDR-Schulbuchverlag Volk und Wissen als Verlagshaus diente, hat die Botschaft Sambias ihren Sitz.
- Am Standort des Axel-Springer-Konzerns, Axel-Springer-Straße 65, steht das 1966 eröffnete Axel-Springer-Hochhaus. Hier werden Zeitschriften und Tageszeitungen wie Die Welt, Welt am Sonntag, die dazugehörigen Online-Ausgaben sowie die bundesweiten Ausgaben der Bild-Zeitung einschließlich der Bild am Sonntag produziert. 1994 wurde ein zweites Verlagshaus im Winkel zum ersten Gebäude angeordnet. Es fällt durch eine große Glasfassade auf. Im Jahr 2004 kam die Axel-Springer-Passage hinzu.[5]
- Vor dem Axel-Springer-Haus steht die vom Bildhauers Stephan Balkenhol geschaffene Skulptur Balanceakt.[7]
- Berliner Mauerweg: Die Straße durchquert die beiden Ortsteile Mitte (Ost-Berlin) und Kreuzberg (West-Berlin), die von 1961 bis 1989 durch die Mauer getrennt waren. Deren Lage wird durch im Boden eingelassene Pflastersteine symbolisiert. Die Markierung verläuft von der Zimmerstraße, über die östliche Seite der Axel-Springer-Straße in die Kommandantenstraße.
- Seit den 1990er Jahren erinnern im Boden eingelassene rote Steine an der Kreuzung Rudi-Dutschke-Straße Ecke Oranienstraße an die im Zweiten Weltkrieg zerstörte Jerusalemer Kirche.
- In der Nachbarschaft begann der Frankfurter Projektentwickler Goldstein mit der Errichtung des Markgrafenkarrees, in dem 365 Mietwohnungen entstehen (Fertigstellung bis 2015 geplant).[5]

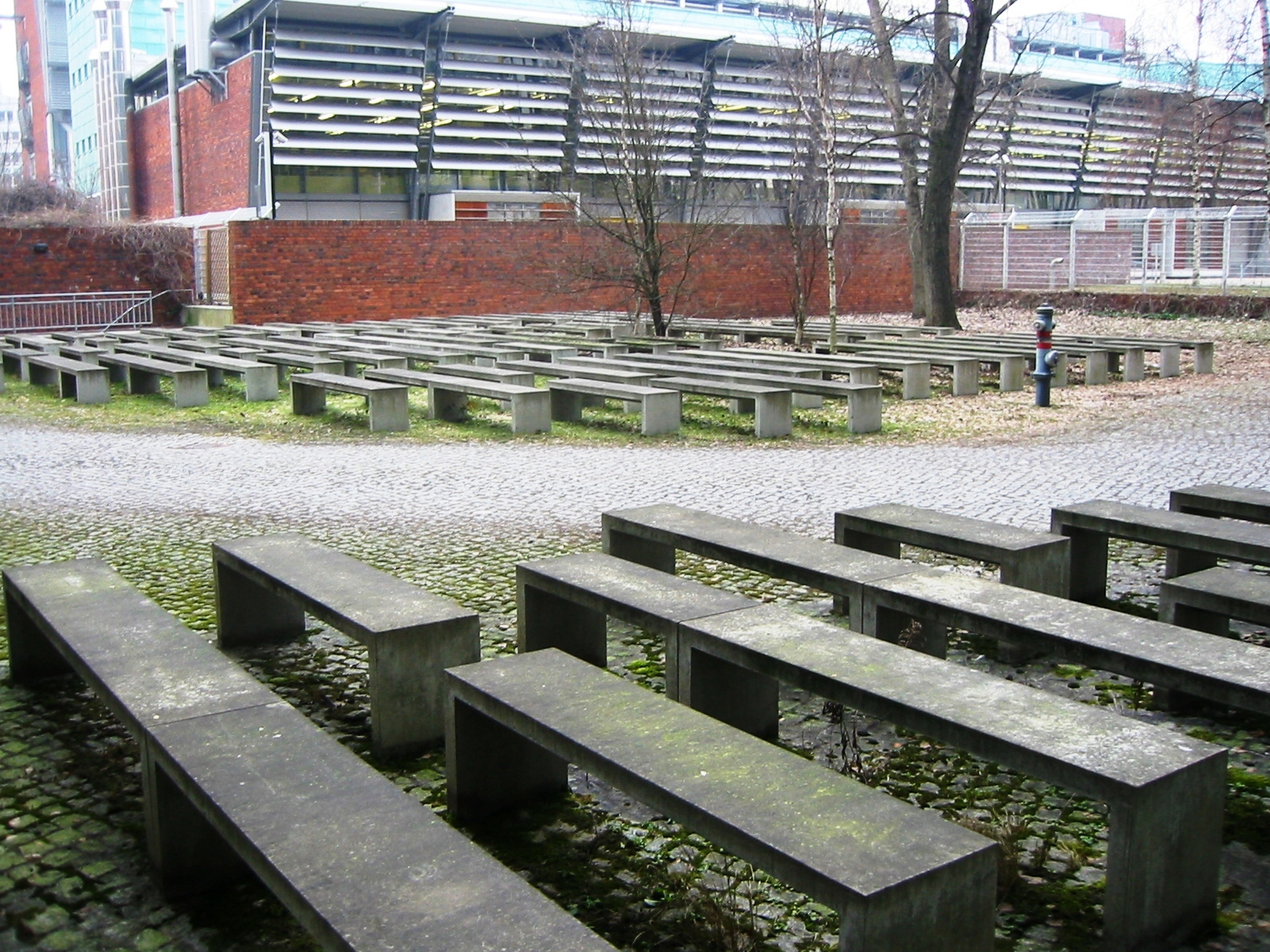
Mahnmal Blatt (Erinnerung an die Synagoge Lindenstraße)
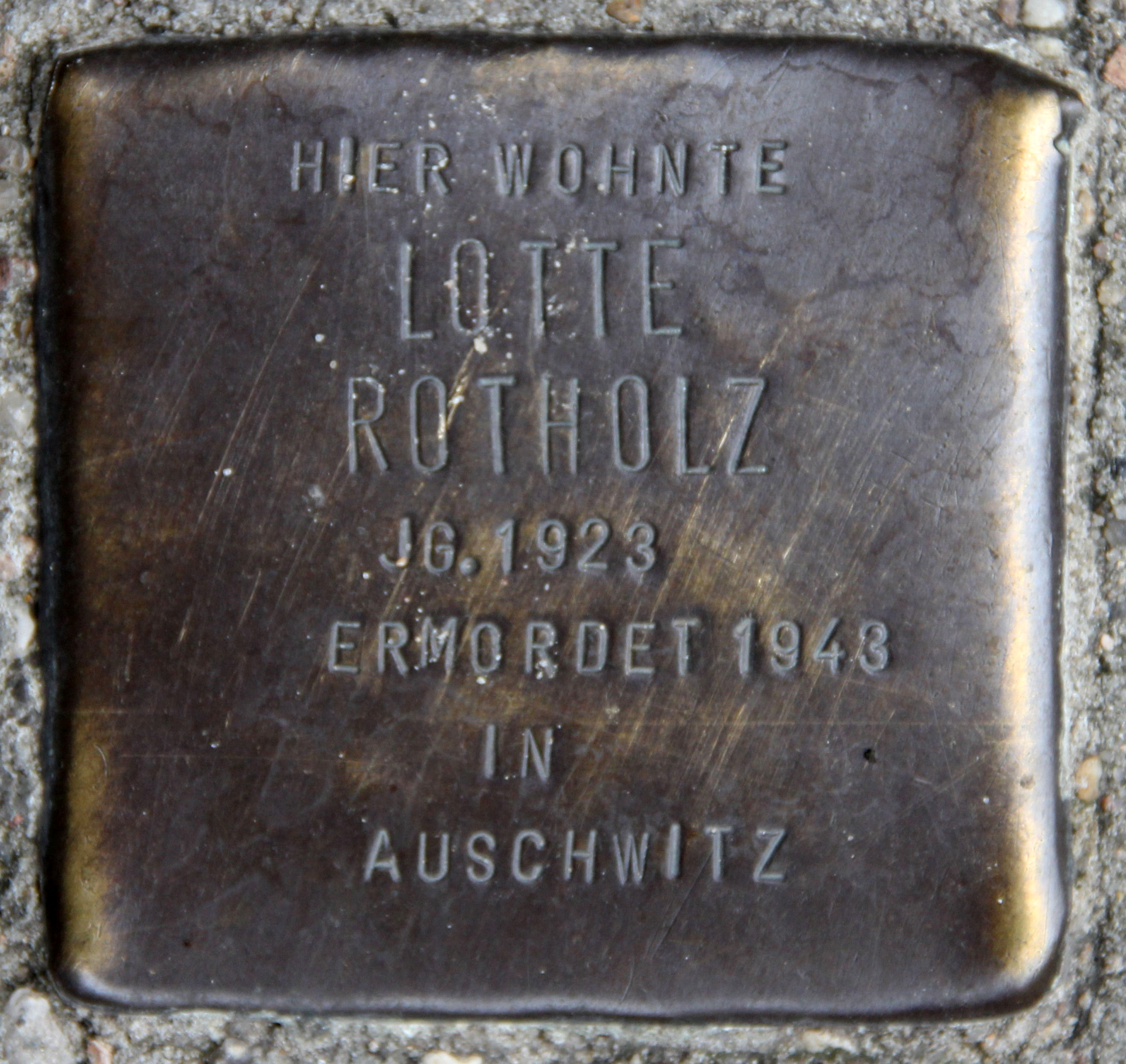
Stolperstein für Lotte Rotholz
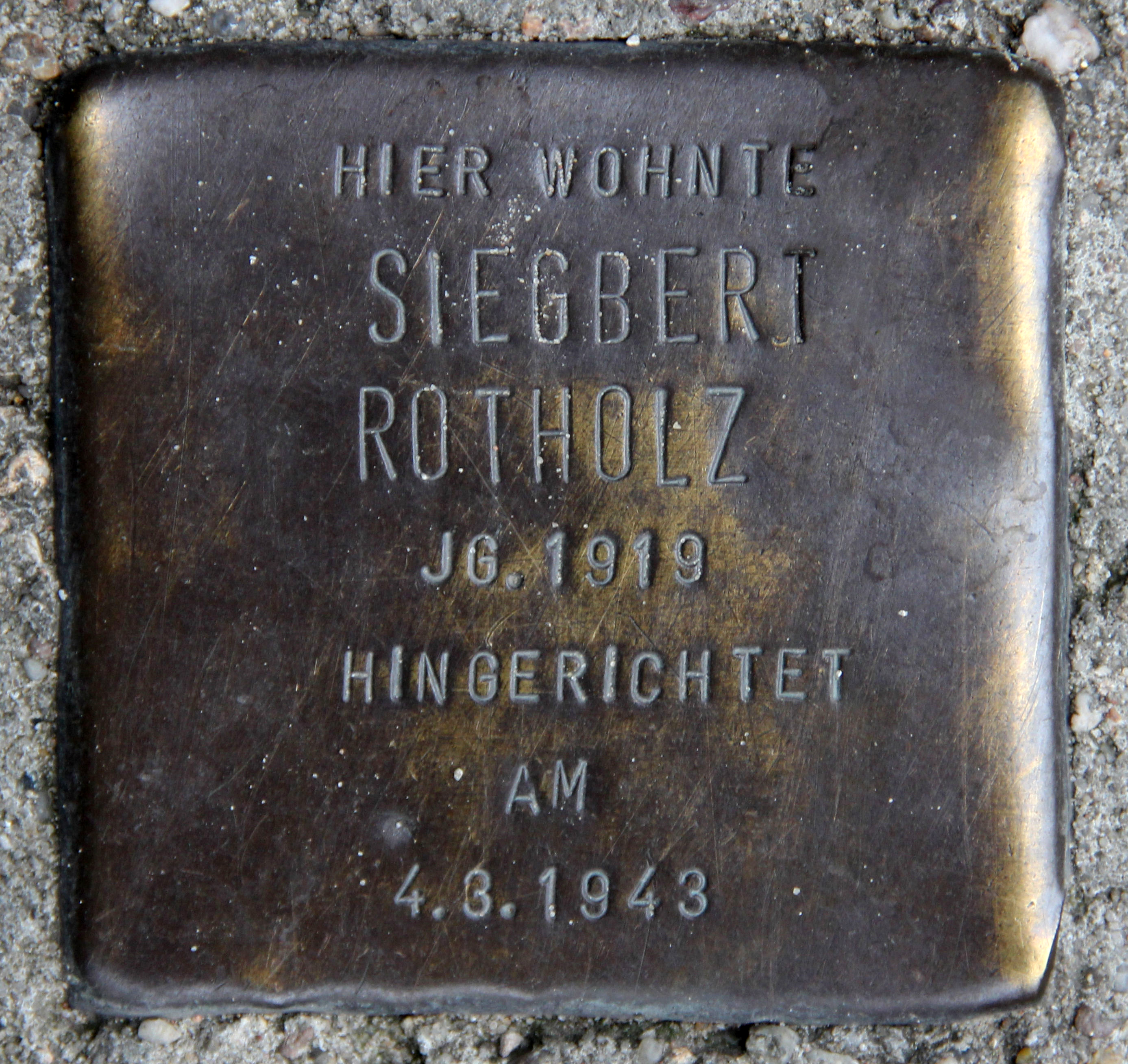
Stolperstein für Siegbert Rotholz
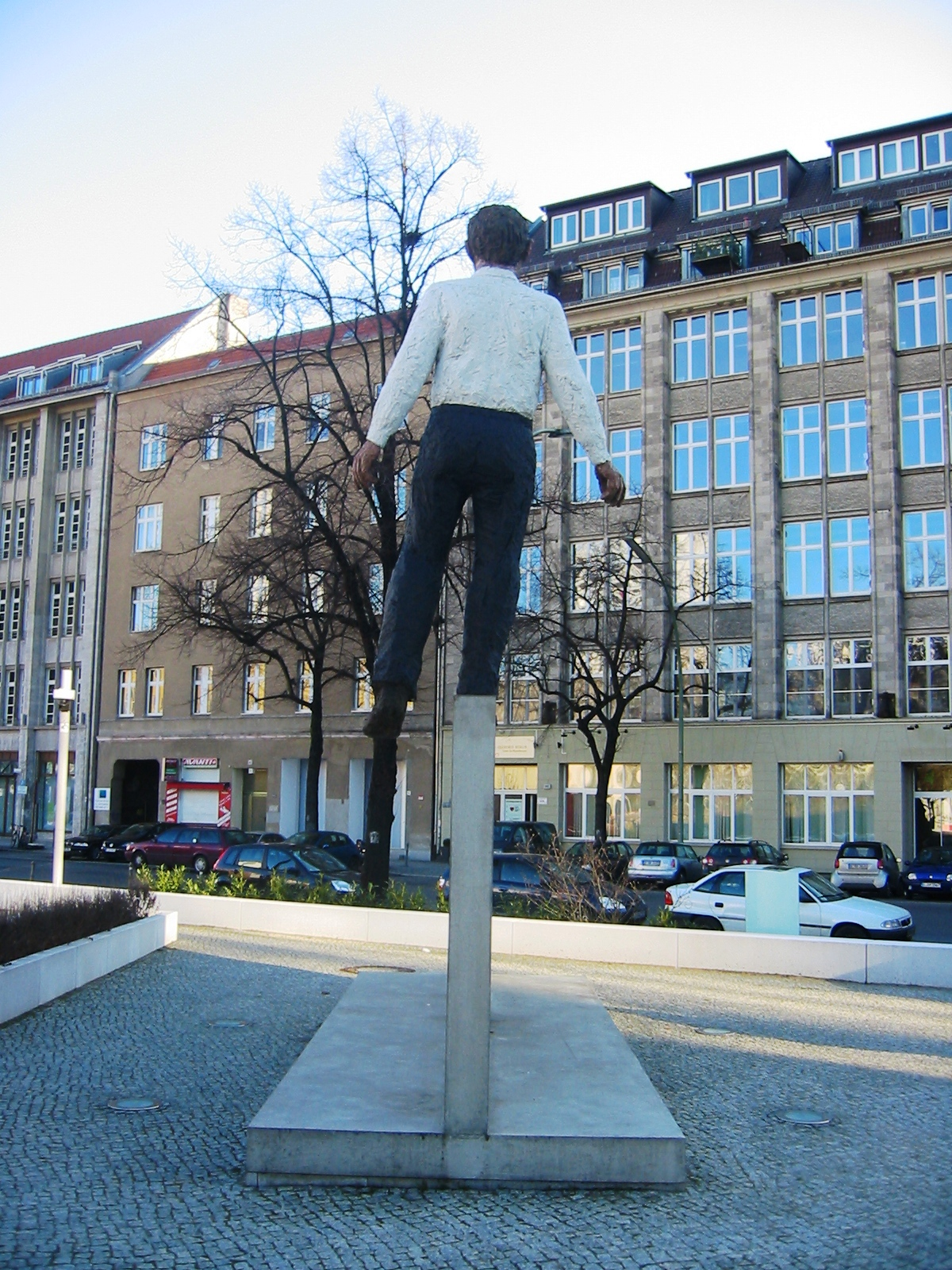
Skulptur  Balanceakt von Stephan Balkenhol
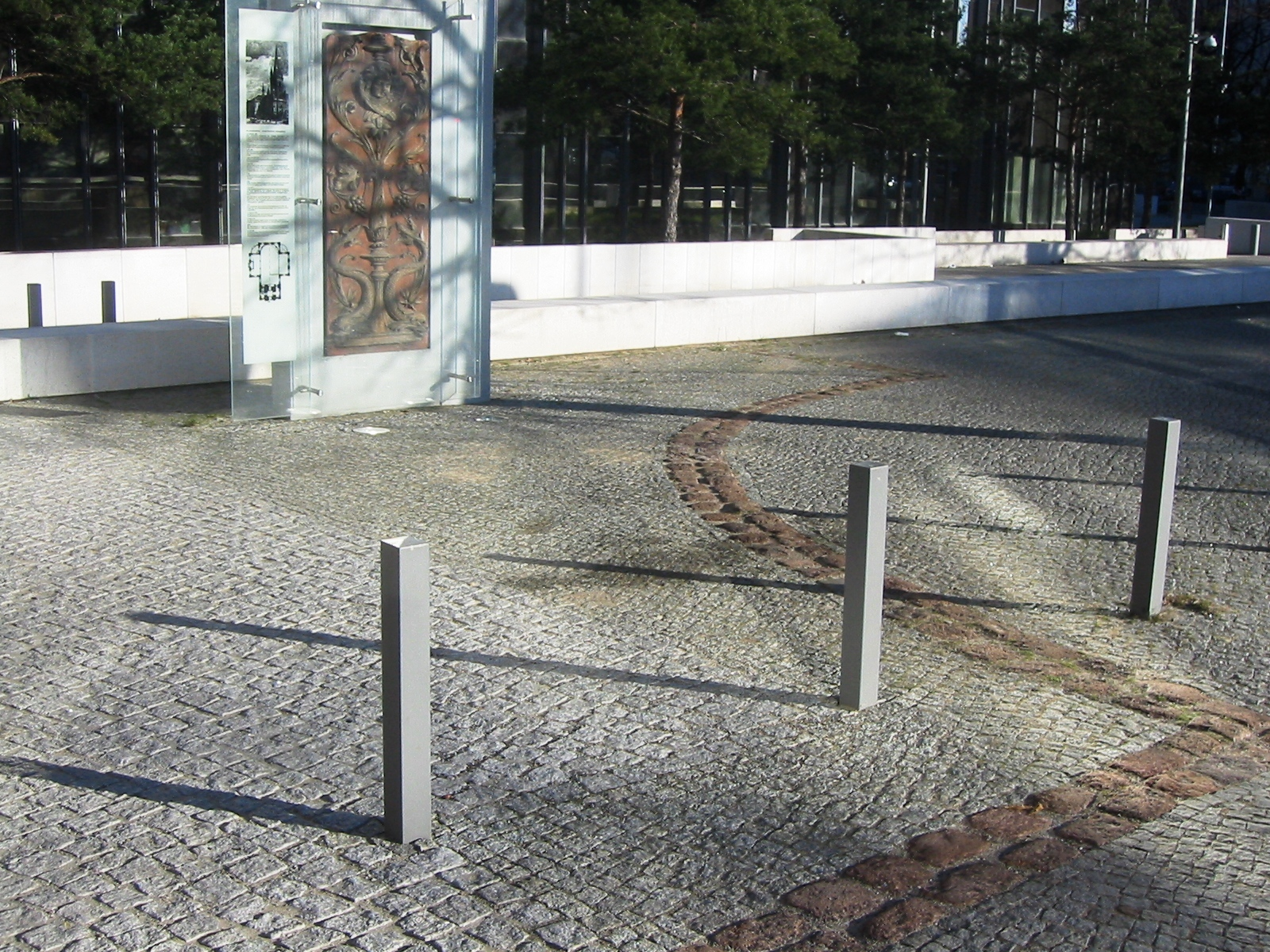
Umrisse der Jerusalemer Kirche